# Oh, My God!
Pour les articles homonymes, voir Oh My God.
Albums de Doug E. Fresh & the Get Fresh Crew
The World's Greatest Entertainer
(1988)
Singles
1. Lovin' Ev'ry Minute of It
Sortie : 1986
2. Play This Only At Night
Sortie : 1986

Oh, My God! est le premier album studio de Doug E. Fresh & the Get Fresh Crew, sorti le 7 juillet 1986.
L'album s'est classé 21e au Top R&B/Hip-Hop Albums.

## Liste des titres
| No | Titre                                    | Contient un (des) sample(s) de | Durée |
| -- | ---------------------------------------- | --- | ----- |
| 1. | Nuthin'                                  | Nothing Ever Changes de Cosmic Touch | 3:02  |
| 2. | The Show (Oh, My God! Remix)             | | 8:38  |
| 3. | Leave It up to the Cut Professor         | Dance to the Drummer's Beat d'Herman Kelly & Life Pump Me Up de Trouble Funk | 2:25  |
| 4. | Lovin' Ev'ry Minute of It (Cyclone Ride) | I Can't Wait de Nu Shooz Lovin' Every Minute of It de Loverboy Kool Is Back de Funk, Inc. Konk Party de Konk Change the Beat (Female Version) de Beside Générique de la série télévisée Batman                                                                                       | 4:24  |
| 5. | She Was the Type of Girl                 | Get Me Back on Time, Engine #9 de Wilson Pickett You'll Like It Too de Funkadelic Dragnet Theme de Miklós Rózsa et Walter Schumann The Show de Doug E. Fresh, Slick Rick and The Get Fresh Crew You Ain't Fresh (High Noon Mix) des Boogie Boys Jam on the Groove de Ralph MacDonald | 5:26  |
| 6. | Abortion                                 | Rock-a-bye Baby (traditionnel) | 4:21  |
| 7. | Chill Will Cuttin' it Up                 | Cuttin' It Up de L.T.D. The Show de Doug E. Fresh, Slick Rick and The Get Fresh Crew Pee-Wee's Dance de Joeski Love Change the Beat (Female Version) de Beside | 0:40  |
| 8. | Play This Only at Night                  | Intro and Main Title de Fred Myrow et Malcolm Seagrave | 5:15  |
| 9. | All the Way to Heaven                    | La Di Da Di de Doug E. Fresh and Slick Rick Punk Rock Rap des Cold Crush Brothers Change the Beat (Female Version) de Beside Rock With You des Jacksons | 6:05  |